# Gourias de Kazan
Gouri de Kazan ou Goury ou Gourias (russe : Гурий, dans le monde: Grigori Grigorievitch  Rougotine), mort le 5 décembre 1563, est un higoumène et un saint russe. C'est le premier évêque de Kazan.

## Enfance et vocation
Né dans la famille de boyards désargentés des Rougotine de la ville de Radonège, au nord de Moscou vers 1500, il entre au service du prince Penkov mais, soupçonné d'adultère avec la femme de ce dernier, il est emprisonné pendant deux ans. Il finit par s'évader et entre alors au monastère Saint-Joseph de Volokolamsk et quitte son nom civil de Gregori pour celui de Gouri. Il se conforme à la vie du fondateur (décédé à cette époque): primat de la prière sur les travaux manuels et rigueur de la vie religieuse. Élu higoumène, sans doute vers 1543, il doit cependant renoncer pour sa santé; il vit deux ans en tant que moine ordinaire, mais Ivan IV de Russie le rappelle pour être higoumène du monastère de la Trinité Selijarov. Au bout d'un an enfin, il est désigné au tirage au sort pour être évêque de Kazan qui venait d'être conquise et devait représenter la victoire du christianisme sur l'ancien occupant musulman et le début d'une période de mission.

## Évêque de Kazan

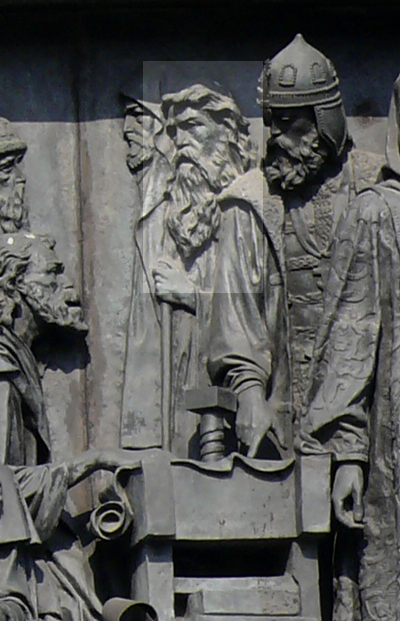
Gouri de Kazan sur le monument du millénaire de la Russie à Novgorod.

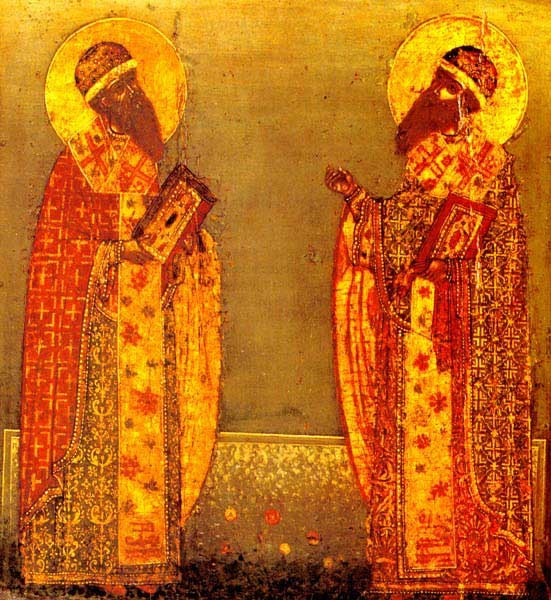
Gouri et son successeur à la tête de l'évêché de Kazan, Barsanuphe.

Le voyage et la cérémonie d'intronisation sont particulièrement cérémonieux, à l'image du retentissement de la chute de Kazan dans l'imaginaire russe: dix évêques, soixante seize higoumènes et prêtres et un grand nombre de membres du clergé inférieur y assistent. Le voyage dure deux mois, du 26 mai 1555 au 28 juillet 1555, avec des arrêts et des messes dans toutes les villes d'importance, et des bénédictions à l'eau bénite dans les autres lieux. Les compagnons de Gouri prennent part à l'édification du nouveau diocèse: Germain, ancien higoumène du monastère de la Dormition de Staritsa et compagnon de Gouri à Volokolamsk est nommé higoumène de Sviajsk, et Barsanuphe nommé higoumène du monastère de la Transfiguration du Sauveur de Kazan.
La mission de Gouri est particulièrement importante; aussi Ivan IV donne-t-il des instructions (nakaz), selon les catégories d'habitants de l'évêché:
- le clergé: il ne doit s'occuper que des choses religieuses
- les laïcs: ils sont sujets de l'évèque; l'administration de Kazan dépend de l'évèque et du voïvode, l'évêque pouvant s'adresser directement au tsar en cas de conflit.
- les nouveaux baptisés: ils doivent être particulièrement choyés, et aidés en cas de besoin.
- les musulmans et païens exprimant le désir d'être baptisés: il faut éviter la coercition et exiger d'exprimer clairement son vœu; enseigner à domicile pour les nobles et dans les monastères pour les rangs inférieurs; ne pas oublier de suivre le nouveau converti après son baptême enfin.
- les musulmans poursuivis par la justice : s'ils demandent le baptême auprès de l'évêque, ils ne pourront être poursuivis.
- les autres musulmans et païens: l'évêque ne doit pas montrer de clémence envers eux, et renvoyer à l'administration.

Sur la demande de Gouri (lettres à Ivan IV), Ivan IV donne aussi la jouissance de la terre à tout nouveau monastère du diocèse de Kazan. 
Mais ce cahier des charges précis ne pourra être mis en application par Gouri: en effet celui-ci tombe malade en 1560 et meurt en 1563.

## Sources
- (de) Michael Klimenko, Ausbreitung des Christentums in Russland seit Vladimir dem Heiligen bis zum 17. Jahrhundert: Versuch einer Übersicht nach russischen Quellen, Berlin & Hambourg, Lutherisches Verlagshaus, 1969, p. 234 et ss